# یواس‌اس بروارد (ای‌کی-۱۶۴)
یواس‌اس بروارد (ای‌کی-۱۶۴) (به انگلیسی: USS Brevard (AK-164)) یک کشتی بود که طول آن ۳۸۸ فوت ۸ اینچ (۱۱۸٫۴۷ متر) بود. این کشتی در سال ۱۹۴۴ ساخته شد.